# Timrå IK Fotboll
Timrå IK från Timrå i Västernorrlands län bedrev utöver ishockey (se Timrå IK) fotboll från klubbens grundande fram till avknoppningen av fotbollssektionen 1978, då den bildade den separata föreningen IFK Timrå. Föreningen härstammade från flera olika föreningar i grunden:
- Wifstavarfs IK, bildad 11 maj 1928. Denna förening deltog i seriespel 1929–1942 och nådde som bäst "Uppsvenska serien" (fjärde högsta serienivån)[1][2]
- Östrands IF, bildad 1928[3] eller 1931[4]. Föreningen deltog i seriespel 1933–1942 och nådde som högst "Uppsvenska serien" (fjärde högsta serienivån).[3]
- Dessa två föreningar sammanslogs 1942 till Wifsta/Östrands IF. Föreningen nådde som högst division II (näst högsta serienivån) säsongen 1960.[5]
- Fagerviks GF, bildad 1925. Föreningen spelade i division II vid fem säsonger: 1953/1954–1956/1957 och 1959.[6] Säsongen 1955/1956 slutade Fagervik tvåa och gick miste om allsvensk kvalplats på grund av sämre målskillnad än Lycksele IF.

År 1964 gick Wifsta/Östrands IF och Fagerviks GF samman i Wifsta/Östrand-Fagerviks IF (WÖF), vilken namnändrades 1966 till Timrå IK. Föreningen spelade i division III 1965–1970 och gjorde sedan en säsong i division II. Efter ytterligare en säsong i division III tillbringade föreningen återstoden av sin tid i division IV, innan fotbollssektionen 1978 bröt sig ur och bildade IFK Timrå.